# Henryk Wojtynek
Henryk Tomasz Wojtynek [výsl. přibližně henrik tomaš vojtynek] (* 23. března 1950 Katovice) je bývalý polský hokejový brankář. 

## Hokejová kariéra

### Klubová kariéra
Chytal za Naprzód Janów v polské lize a v nižších soutěžích v Německu.

### Reprezentační kariéra
Polsko reprezentoval na olympijských hrách v roce 1980 a na turnajích mistrovství světa v letech 1972, 1973, 1976 a 1979. Za polskou reprezentaci nastoupil v letech 1971-1981 ve 131 utkáních.